# Dirección General de Investigación y Desarrollo (fuerza aérea de Argentina)
La Dirección General de Investigación y Desarrollo (DIGID) es una dirección general de la Fuerza Aérea Argentina. Su principal tarea es conducir el esfuerzo de investigación y desarrollo (I+D) de esa fuerza armada.

## Reseña
Creado en 1968 el Comando de Investigación y Desarrollo. La dirección general fue organizada en 2000 tras una modificación a la estructura orgánico-funcional de conducción superior de la Fuerza Aérea Argentina.

## Hitos
- μSAT-1 Víctor-1: primer satélite diseñado integralmente en la Argentina, lanzado en 1996.[3]

## Organización
- Dirección General de Investigación y Desarrollo (DGID)
  - Centro de Ensayos en Vuelo (CEV)
  - Centro de Ensayos de Armamento y Sistemas Operativos (CEASO)
  - Centro de Entrenadores y Simuladores (CES)
  - Centro de Investigación de Tecnologías Aeronáuticas (CITEA)
  - Centro de Sensores Remotos (CSR)
  - Centro de Simulación y Juegos de Guerra (CSJG)
  - Centro de Experimentación y Lanzamiento de Proyectiles Autopropulsados Chamical (CELPA I)
  - Centro de Investigaciones Aplicadas (CIA)

### Centro de Ensayos en Vuelo
El Centro de Ensayos en Vuelo (CEV) con asiento en Córdoba y con dependencia de esta dirección general:
- FMA IA-58E Pucará AX-07 y AX-08[5]
- FADEA IA-63 Pampa EX-03 y EX-04
- Cessna 180
- Beechcraft B-45 Mentor

## Proyectos
Los proyectos de esta dirección general:
- AR-1F "Búho": aeronave no tripulada para adiestramiento en vuelo
- Pod 12,7 mm: pod de 12,7 mm para la aeronave Embraer EMB-312 Tucano
- Afuste 7,62 mm: afuste lateral con ametralladora 7,62 mm para el helicóptero Bell 212/412
- Estación de control terrestre: comando y control de las aeronaves no tripuladas